# Vojenská radiostanice v Pierre-sur-Haute
Vojenská radioreléová stanice v Pierre-sur-Haute se nachází ve výšce 1634 m n. m. na 30hektarovém pozemku na území obcí Sauvain a Job. Pozemkem prochází hranice mezi regiony Rhône-Alpes a Auvergne. V místě se nachází také civilní retranslační stanice, kterou zde vybudovala telekomunikační společnost Télédiffusion de France.
Se stanicí se pojí také incident mezi francouzskou tajnou službou Direction centrale du renseignement intérieur a francouzskou Wikipedií z dubna 2013, kdy tajná služba přinutila dobrovolného správce Wikipedie smazat heslo týkající se této stanice s odůvodněním, že představuje hrozbu pro národní bezpečnost. Heslo bylo vzápětí jiným správcem obnoveno.

## Historie

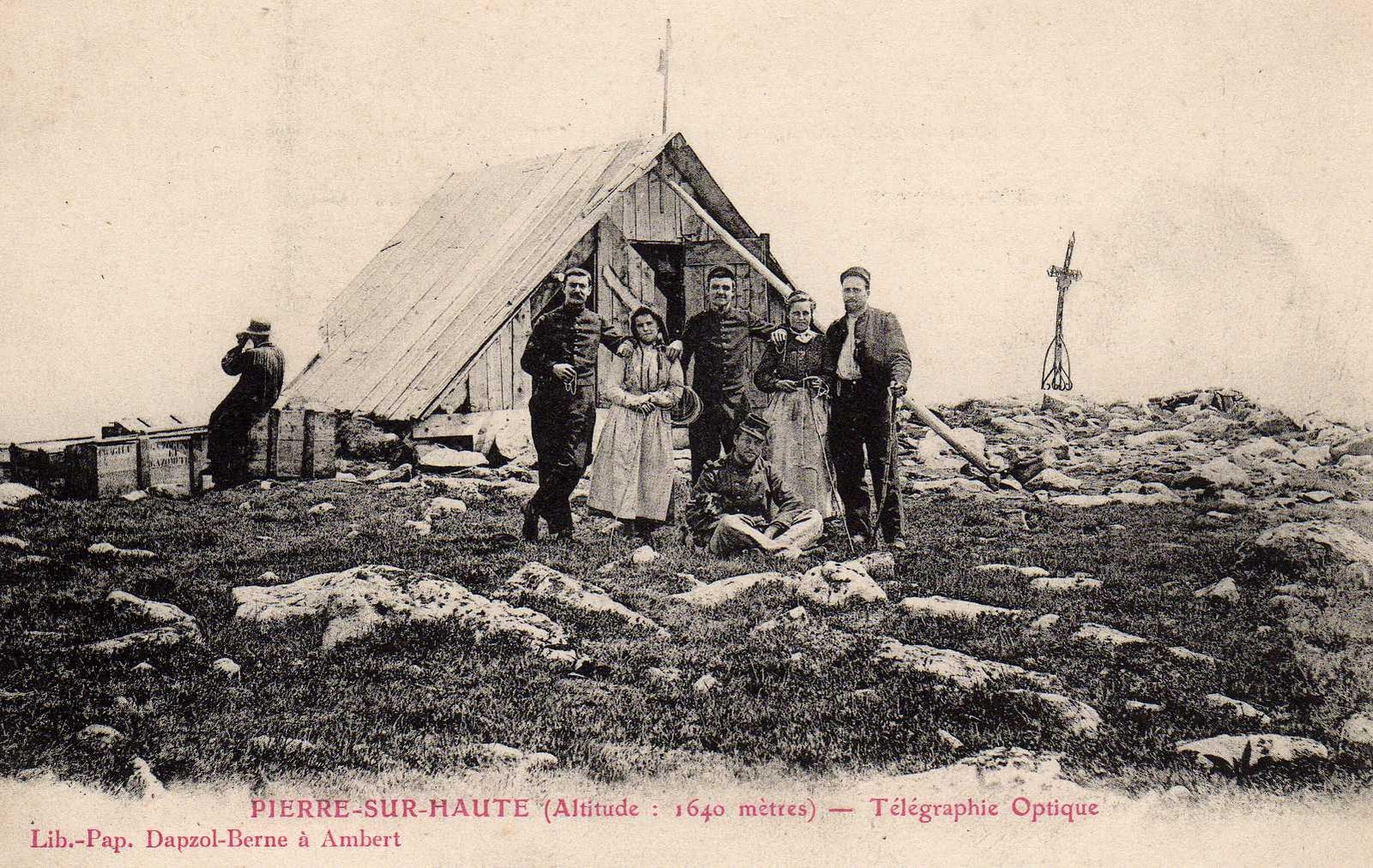
Stanice Chappova semaforového telegrafu na místě dnešní stanice, 1913

V roce 1913 byl na místě dnešní rádiové stanice vybudován Chappův semaforový telegraf. V té době to byla jen malá kamenná budova, se semaforem na střeše.
V roce 1961, během tzv. studené války, požádala Severoatlantická aliance francouzskou armádu, aby postavila stanici, která by byla součástí komunikační sítě 82 stanic ACE-High, jež sahala od Turecka až k severnímu polárnímu kruhu v Norsku.. Stanice Pierre-sur-Haute v této síti propojovala stanici Lachens na jihu se stanicí Mont-Août na severu. Stanice byla osazena americkým zařízením využívajícím troposférického rozptylu, jehož pomocí se přenášel telefonní a telegrafní (dálnopisný) signál. Roku 1974 převzalo kontrolu nad stanicí francouzské letectvo. Koncem 80. let 20. století byl systém postupně nahrazen kombinací systémů francouzské armády a některých podsystémů pod správou NATO. Dvě parabolické antény, které místní obyvatelé nazývali Mickeyho uši (podle kreslené postavičky Mickey Mouse), byly v roce 1991 nahrazeny současnou anténní soustavou.

## Význam
Stanice Pierre-sur-Haute se nachází pod kontrolou francouzského letectva a spadá pod leteckou základnu 942 Lyon – Mont Verdun, ležící 80 km od stanice. Jde o jednu ze čtyř trvale propojených radioreléových stanic nacházejících se podél severojižní osy Francie. Zbývající tři stanice jsou: Lacaune, Henrichemont a letecká základna 721 Rochefort. Stanice slouží hlavně k přenosům souvisejícím s rozkazy bojovým jednotkám. Prostřednictvím stanice by mohl být přenášen i rozkaz k použití francouzských jaderných zbraní.
Stanici obsluhuje asi 20 osob včetně civilních zaměstnanců, elektrikářů, mechaniků a kuchařů. Velitel stanice má hodnost majora.

## Infrastruktura

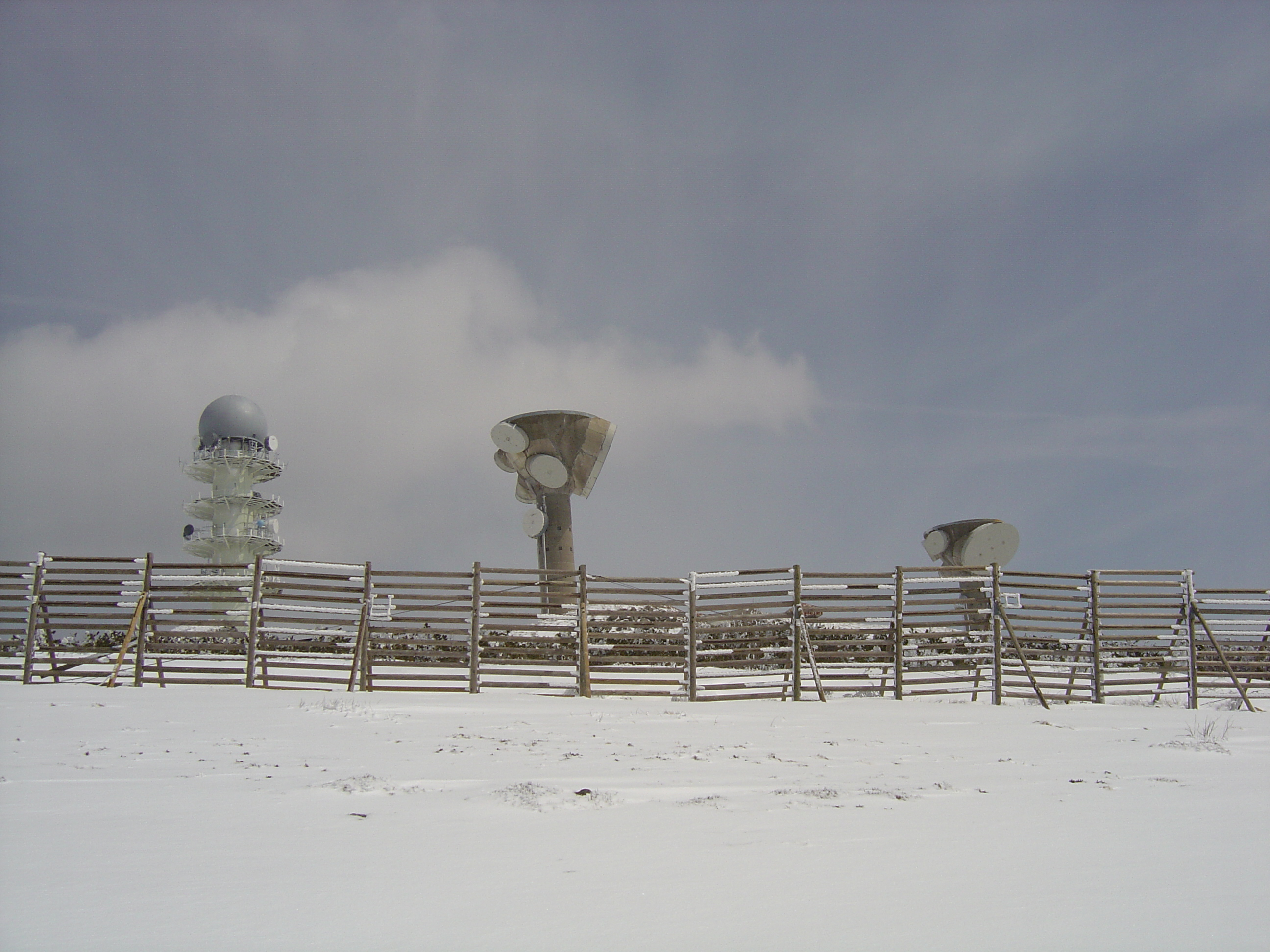
Pohled na všechny věže

Stanice se nachází na 30hektarovém pozemku mezi obcemi Sauvain a Job, ležícím na hranici mezi regiony Rhône-Alpes a Auvergne, konkrétně mezi departementy Loire a Puy-de-Dôme. Po obvodu je obklopen vysokou bariérou ze dřeva a kovu. Vojenský personál a zaměstnanci se dopravují kolovými nebo pásovými vozidly. Přístupová silnice je pro veřejnost uzavřena.

## Budovy

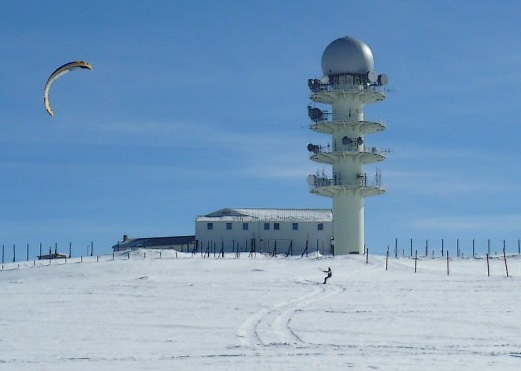
Civilní věž s radarovou kupolí

Na pozemku se nacházejí tři věže. Nejvyšší z nich je 55metrová civilní telekomunikační věž, kterou vlastní Télédiffusion de France. Na vrcholu věže je radarová kupole skrývající sekundární přehledový radar (mód S) pro řízení letového provozu (viz Air Traffic Control Radar Beacon System). Radar je v činnosti od 18. srpna 2009, ovšem kvůli silnému sněžení, které oblast občas postihuje, zaznamenal několik poruch.
Dvě zbývající věže vlastní armáda. Tyto třicet metrů vysoké stavby se od roku 1991 využívají ke komunikačním účelům, a byly navrženy tak, aby odolaly i tlakové vlně při jaderném výbuchu.
V areálu se nalézají další budovy, které slouží jako garáže nebo ubytovací prostory včetně kuchyně, jídelny a ložnic. Budovy jsou navzájem propojeny podzemními tunely o celkové délce 400 metrů, což výrazně usnadňuje přesuny mezi nimi v zimě.

## Podzemní zařízení
Klíčová část stanice leží pod zemí, kde se nacházejí zařízení pro komutaci dat z obou věží, kanály pracují s rychlostí 2 Mb/s.
Stavba je vybavena prostředky chemické, biologické a radiační ochrany, a je chráněna proti elektromagnetickým pulsům Faradayovou klecí. Je zde udržován mírný přetlak, zabraňující kontaminaci zvenčí. Stavba má nezávislé zdroje vody a elektrické energie.

## Incident sfrancouzskou Wikipedií
V dubnu 2013 si stanice získala pozornost poté, co se francouzská tajná služba Direction centrale du renseignement intérieur (DCRI) pokusila prosadit smazání hesla o tomto zařízení z francouzské Wikipedie. Nadace Wikimedia, která projekt spravuje, obdržela žádost o smazání v březnu 2013 a následně tajnou službu požádala, aby upřesnila, proč je podle ní heslo problematické. Zároveň poznamenala, že heslo pouze odráželo informace, které byly volně dostupné z pořadu místní televizní stanice Télévision Loire 7, odvysílaném roku 2004. DCRI odmítla poskytnout další podrobnosti a zopakovala svůj požadavek na smazání hesla, což Nadace Wikimedia odmítla. DCRI následně vyvinula nátlak na Rémiho Mathise, dobrovolného správce francouzské Wikipedie, aby článek odstranil. Správce, který je také prezidentem sdružení Wikimédia France a mimo Wikipedii pracuje ve státem vlastněné Francouzské národní knihovně, uposlechl.
Podle prohlášení, které Wikimédia France vydala 6. dubna 2013, si DCRI pozvala 4. dubna Rémiho Mathise do svého úřadu. Protože byl jedním z těch, kteří měli přístup k nástrojům umožňujícím smazání stránky, přinutili ho přímo v úřadu heslo smazat, a to s pohrůžkou, že jinak na něj bude uvalena vazba a bude dále stíhán. Rémi Mathis heslo pod nátlakem smazal, přičemž současně DCRI vysvětloval, že takto Wikipedie nefunguje. Rémi Mathis přitom do té doby neměl s heslem nic společného, nebyl jeho autorem ani do něj nijak nepřispěl a do návštěvy úřadu DCRI nevěděl o jeho existenci. Jediný důvod, proč byl podle Wikimédia France tajnou službou vybrán, byl, že vzhledem k jeho vysoké angažovanosti na Wikipedii a v projektech Wikimedia ho mohla tajná služba snadno identifikovat.
Heslo bylo později jiným správcem Wikipedie, který je švýcarským občanem, znovu obnoveno. Jedním z důsledků této kontroverze bylo, že do té doby téměř nepovšimnuté heslo se následující víkend stalo nejčtenější stránkou francouzské Wikipedie, která během dvou dnů zaznamenala kolem 120 tisíc návštěv. Kromě toho byla stránka přeložena do mnoha dalších jazyků. Francouzské noviny 20 minutes, internetový magazín Ars Technica a vysílání na zpravodajském webu Slashdot poznamenaly, že se jedná o typický případ tzv. efektu Streisandové, kdy pokus o potlačení informace vede k jejímu většímu rozšíření. Francouzský ministr vnitra odmítl incident komentovat.
Podle soudního zdroje, který ve své zprávě citovala 8. dubna Agence France-Presse, bylo smazání hesla provedeno jako součást předběžného šetření, které vedla antiteroristická sekce pařížské prokuratury, protože heslo prozrazovalo informace týkající se přenosu řetězce rozkazů k odpálení jaderných zbraní. Podle zprávy v týdeníku Le Point heslo obsahovalo důvěrné informace, které se mohou vztahovat k francouzským jaderným odstrašujícím prostředkům, jako jsou míry odolnosti materiálů.
Télévision Loire 7 po incidentu prohlásila, že očekává, že DCRI bude požadovat, aby stáhla svou původní zprávu z roku 2004, na jejímž základě bylo heslo pro Wikipedii napsáno, ačkoliv tato zpráva byla natočena a odvysílána ve spolupráci s francouzskou armádou. Francouzský Syndicat des commissaires de la Police nationale navrhl, aby dalším krokem byl soudní příkaz francouzským poskytovatelům internetového připojení, aby na dotyčné heslo na Wikipedii zablokovali přístup. Nevládní organizace Reportéři bez hranic, sídlící ve Francii, kritizovala akci DCRI jako špatný precedens.